# Buddhapada

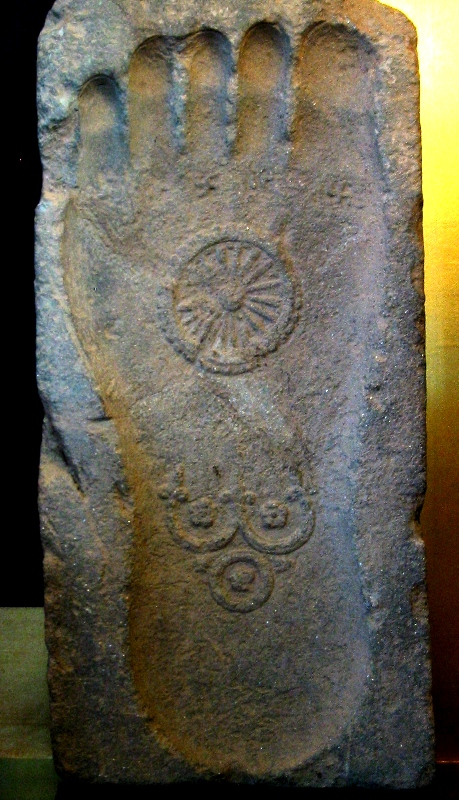
Empreinte du pied de Bouddha avec un Dharmachakra et les Trois Joyaux. Art du Gandhāra, Ier siècle.

Buddhapada, « les pieds du Bouddha » en sanskrit et pali, (japonais: bussoku, chinois: fozu, coréen: pulchok, tibétain: sangs rgyas kyi zhabs ) littéralement, ) désigne les empreintes de pieds du bouddha, qui sont devenus objets de vénération sous forme de relique dans le bouddhisme ancien. Une des plus célèbres et des plus grandes se trouve au sommet du Pic d'Adam, au Sri Lanka. Mais d'une manière générale, on en rencontre dans toute l'Asie bouddhiste, sculptées, gravées ou encore peintes, notamment en Thaïlande, Birmanie et au Sri Lanka ou encore au Japon. 
La tradition remonte aux paroles du Bouddha selon lesquelles que ces empreintes aideraient le fidèle non-lettré à croire. 

## Types d'empreintes
Il y a trois types différents d'empreinte, qui sont tous considérés comme des reliques. Initialement, il s'agit d'une représentation aniconique du Bouddha, dont la plus ancienne qui soit arrivée à nous se trouve dans le complexe du stûpa de Bhârhut. Le deuxième type est constitué de creux naturels dans la roche: c'est le cas du Pic Adam, au Sri Lanka, montagne également appelée Shri Pada (« noble pied »). Dans les deux cas, il s'agit de représentations concaves (creusées). Le troisième type rassemble des représentations convexes sculptées dans la pierre, le bois ou le métal (ou parfois aussi peintes). Ces empreintes comportent souvent les marques physiques (lakṣaṇa) que l'on dit être présentes sur les pieds du Bouddha ainsi que des êtres entièrement éveillés.

## Fonction

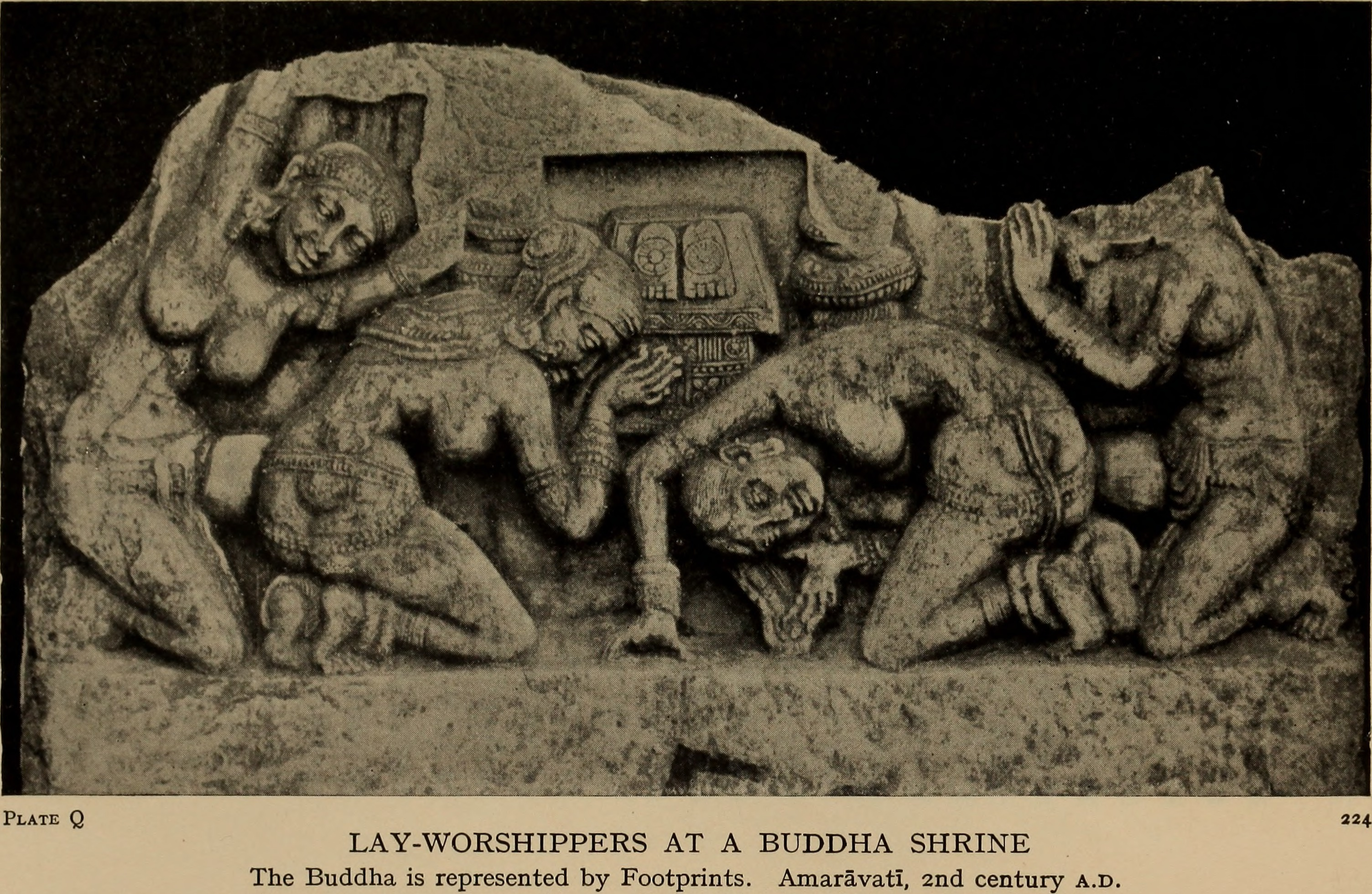
Laïcs vénérant les empreintes du Bouddha. Amaravati, IIe siècle de notre ère.

Les empreintes de pieds sont d'une part des symboles de la présence physique autrefois réelle du Bouddha, mais d'autre part, elles sont aussi le signe que le Bouddha n'est plus là et qu'il convient que les êtres humains réfléchissent au non attachement. 
Selon la tradition, le Bouddha aurait dit à propos de ses empreintes de pas: « Dans le futur, des êtres intelligents verront les écritures et comprendront. Mais ceux qui sont moins intelligents se demanderont si le Bouddha est apparu dans le monde. Afin de lever leurs doutes, j'ai gravé mes empreintes dans la pierre. »

#### Articles et chapitres d'ouvrage
- « Bussokuseki », dans Sylvain Lévi, Paul Demiéville et al., Hôbôgirin. Dictionnaire encyclopédique du bouddhisme d'après les sources chinoises et japonaises, vol. 2 et 3, Adrien Maisonneuve, 1930+1937 (lire en ligne), p. 187-190 (l'art. est à cheval sur les fascicules 2 et 3)
- François Bizot, « La figuration des pieds du Bouddha au Cambodge », Asiatische Studien / Études asiatiques, vol. 25, nos 1/4,‎ 1971, p. 407-439 (lire en ligne)
- Michel Lorrillard, « Aux origines du bouddhisme siamois : Le cas des buddhapāda », Bulletin de l’École française d'Extrême-Orient, vol. 87, no 1,‎ 2000, p. 23-55 (lire en ligne)
- (de) Siegbert Hummel, « Die Fussspur des Gautama-Buddha auf dem Wu-T'ai-Shan », Asiatische Studien / Études asiatiques, vol. 25, nos 1/4,‎ 1971, p. 389-406 (lire en ligne)
- (en) Robert L. Brown, « The Walking Buddha in the Art of South and Southeast Asia », Artibus Asiae, vol. 50, nos 1/2,‎ 1990, p. 73-107 (lire en ligne)
- (en) Lafcadio Hearn, In Ghostly Japan, Boston, Little, Brown, and Co., 1899, 241 p. (lire en ligne), p. 117-130 (« Footprints of the Buddha »)